# Lapin nain satin

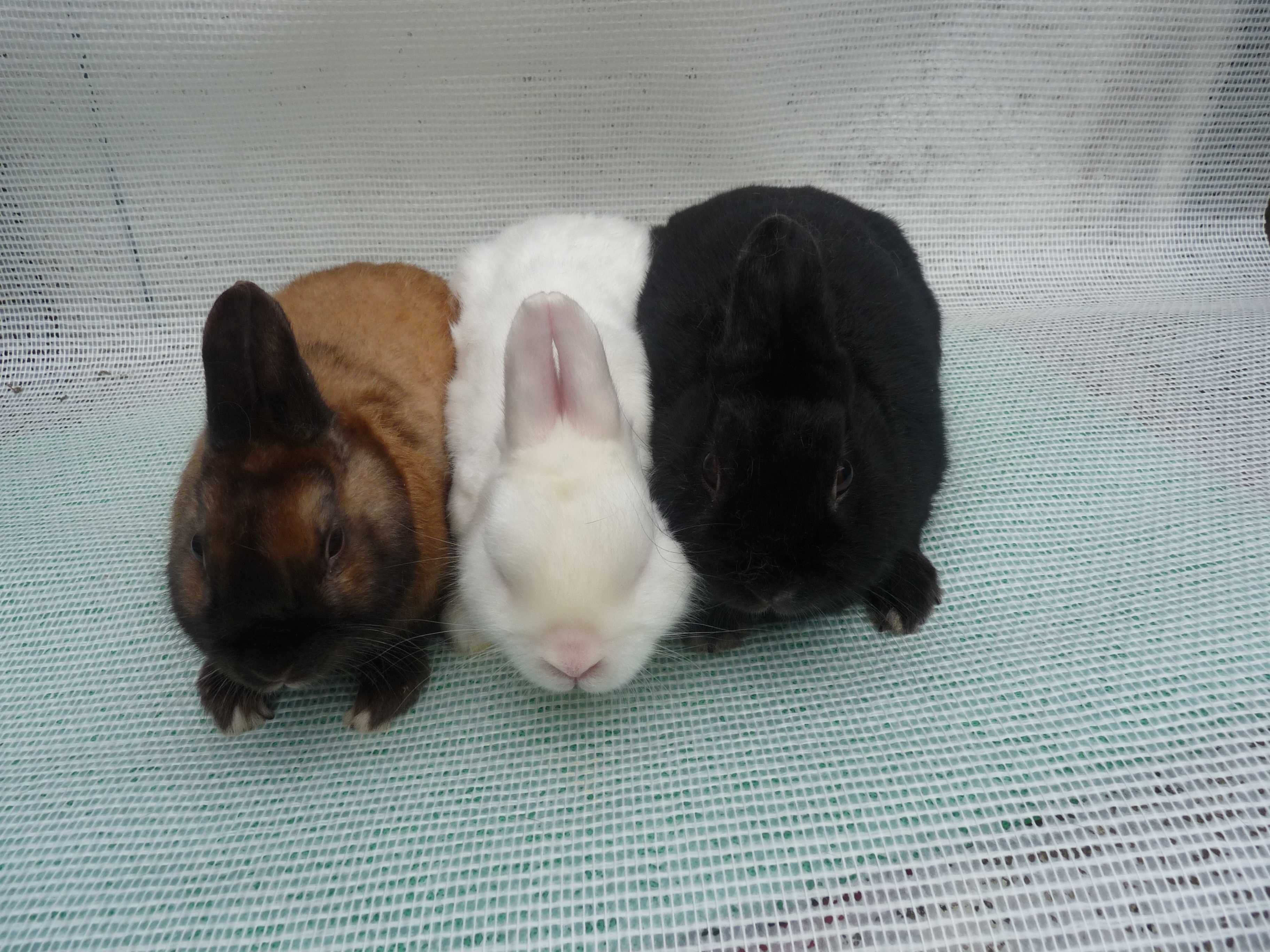
Nains satin chamois - ivoire - noir.

Le lapin nain satin est une race peu répandue du lapin, issue du croisement de lapins nains avec des lapins satin, dont ils ont le pelage brillant et soyeux. Elle admet également plusieurs variétés de couleur pour un poids situé entre 1 et 1,5 kg.
Les nains satin sont de création récente. En Allemagne une seule variété est reconnue : le nain satin rouge (Zwerg Satin Rot)). En France, toutes les variétés reconnues au standard des lapins de races sont admises.

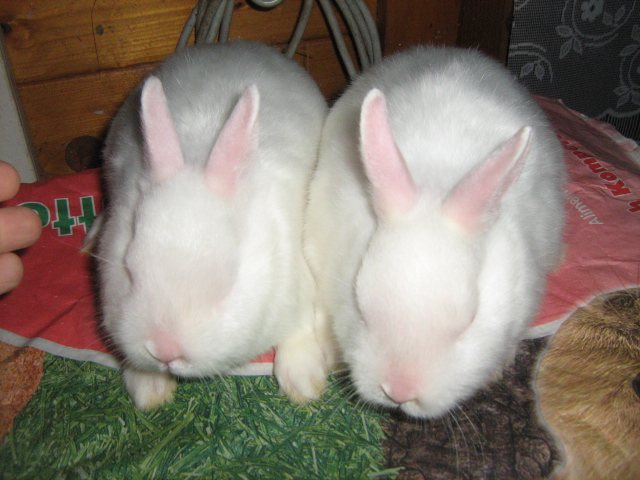
Nains satin ivoire yeux roses.

De nombreuses informations peuvent être trouvées sur le site du Satin Club français, club d'éleveurs amateurs spécialisé dans cette race aux multiples couleurs.

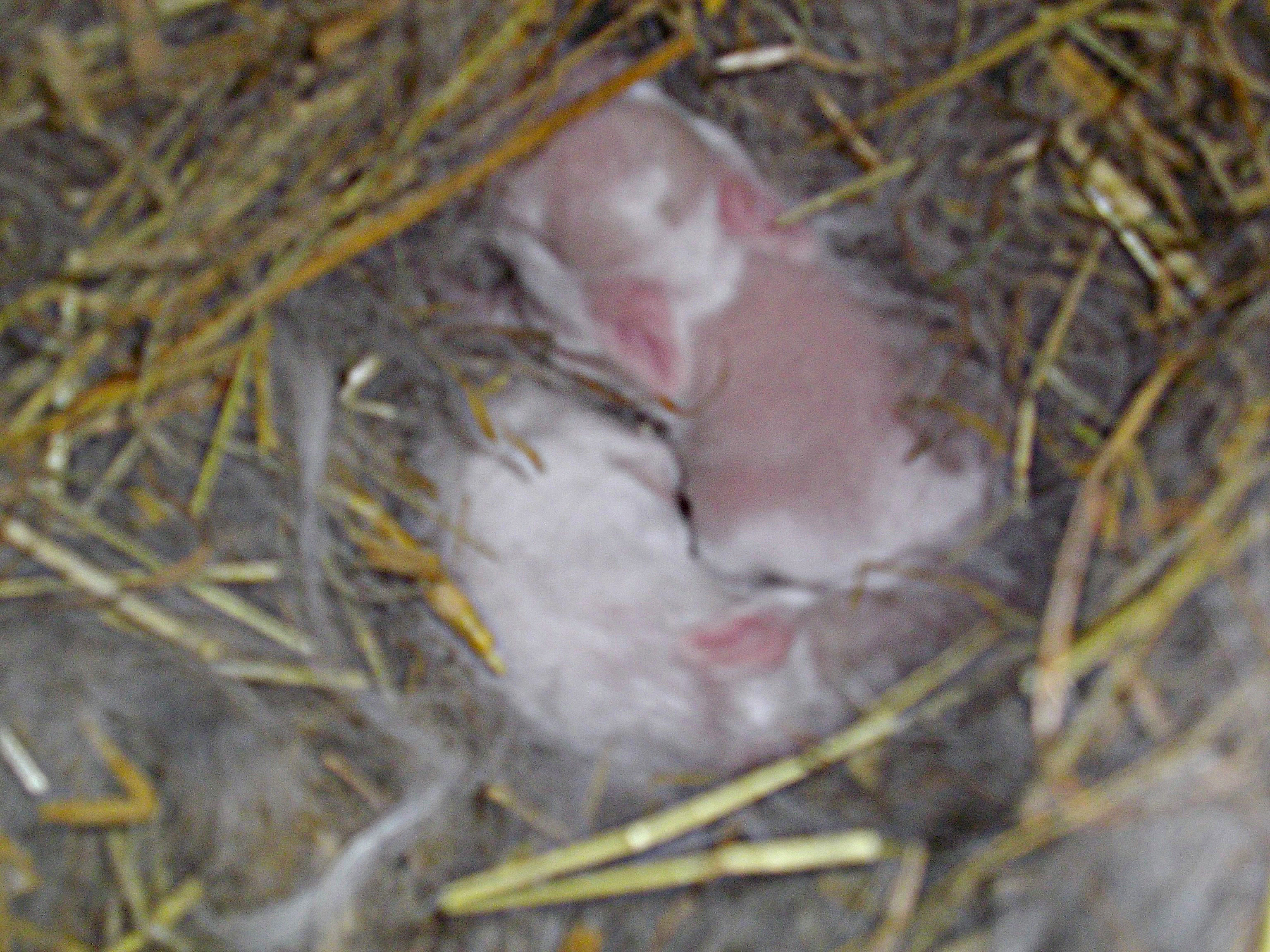
Lapereaux nains satin.